# احمد معصومی‌فر
احمد معصومی‌فر (زاده فرودین ۱۳۴۰) دیپلمات ایرانی، مشاور وزیر و رئیس نمایندگی وزارت امور خارجه در شمال و شرق کشور است. او پیشتر سفیر ایران در سوئد، سفیر ایران در کره ی جنوبی و سرکنسول ایران در شانگهای بوده است.

## سوابق
معصومی‌فر دانش‌آموخته کارشناسی ارشد اقتصاد توسعه و دکترای مدیریت از دانشکده اقتصاد دانشگاه تهران بوده و در وزارت خارجه عمدتا در حوزه دیپلماسی اقتصادی فعالیت داشته است. وی پیشتر به ترتیب رئیس اداره، معاون مدیرکل و سپس مدیر کل اقتصادی وزارت امور خارجه و دبیر ستاد هماهنگی روابط اقتصادی خارجی ایران بوده است. 
در طی دوران کاری خود معصومی فر به عنوان سفیر ایران در سوئد، سفیر ایران در کره ی جنوبی، سرکنسول ایران در شانگهای، و کاردار و سرپرست سفارت ایران در مالزی  ماموریت داشته است. 

## تالیفات
احمد معصومی‌فر نویسنده کتاب الگوی توسعه اقتصادی چین: بررسی روند گذار از اقتصاد متمرکز به اقتصاد آزاد  است. این کتاب توسط انتشارات سروش در سال ۱۳۸۵ منتشر شده‌است. کتاب در مورد چگونگی تغییر اقتصاد چین از اقتصاد متمرکز به اقتصاد آزاد نگارش شده و نویسنده اصلاحات اقتصادی چین را به منزلهٔ تجربه‌ای موفق که برای دیگر کشورها نیز قابل استفاده است، مورد بررسی قرار داده‌است. این کتاب مشتمل بر ۱۰ فصل است.